# Lyckstjärnen
Lyckstjärnen är en sjö i Lycksele kommun i Lappland och ingår i Umeälvens huvudavrinningsområde. Sjön har en area på 0,0674 kvadratkilometer och ligger 216 meter över havet.

## Delavrinningsområde
Lyckstjärnen ingår i det delavrinningsområde (717582-163581) som SMHI kallar för Utloppet av Lycksträsket. Medelhöjden är 250 meter över havet och ytan är 33,63 kvadratkilometer. Räknas de 39 avrinningsområdena uppströms in blir den ackumulerade arean 503,92 kvadratkilometer. Lycksabäcken som avvattnar avrinningsområdet har biflödesordning 2, vilket innebär att vattnet flödar genom totalt 2 vattendrag innan det når havet efter 153 kilometer. Avrinningsområdet består mestadels av skog (87 procent). Avrinningsområdet har 3,36 kvadratkilometer vattenytor vilket ger det en sjöprocent på 10 procent.